# Arto Paasilinna
Arto Paasilinna (Kittilä, 20 de Abril de 1942) - (Espoo, 15 de Outubro de 2018) foi um escritor e antigo jornalista finlandês. O seu livro mais conhecido, Jäniksen vuosi, foi traduzido para várias línguas.
Morreu em 15 de outubro de 2018, aos 76 anos, em Espoo.